# Браницкий, Ксаверий (1816—1879)
Граф Ксаверий Браницкий (полностью — Франциск Ксаверий Браницкий; 26 октября 1816, Варшава — 20 ноября 1879, Асьют) — офицер российской армии, финансист, национальный и общественный деятель, коллекционер искусства и публицист. Один из персонажей второго периода Великой эмиграции во Франции, оказывал материальную и организационную поддержку Январскому восстанию в 1863 году. Писал на французском языке.

## Происхождение
Представитель польского графского рода Браницких герба «Корчак», который в XVIII веке считался одним из богатейших дворянских родов в Европе. Старший сын генерал-майора русской армии, графа Владислава Ксаверьевича Браницкого (1782—1843), и графини Розы Станиславовны Потоцкой (1780—1862). Внук предпоследнего гетмана великого коронного, графа Франциска Ксаверия Браницкого, и Александры Энгельгардт.

## Биография
Старший из четырёх братьев, Ксаверий в молодости служил офицером в российской армии. Участвовал в военных действиях на Кавказе, где дослужился до чина подполковника и должности адъютанта генерал-фельдмаршала Ивана Фёдоровича Паскевича. Воспитанный матерью в патриотическом духе, он довольно рано вышел в отставку и в 1844 году покинул Россию во время пребывания императора Николая I Павловича в Лондоне. Вначале граф Браницкий отправился на лечение в Чехию, оттуда прибыл в Италию, где гостил у своей сестры, Софии, которая была замужем за принцем Ливием Одескальки, V князем Одескальки (1805—1885). В конце концов Ксаверий Браницкий поселился во Франции. На родину он уже никогда не вернулся. Длительное время проживал в Париже, а в 1849 году с помощью матери и через Виктора Окринского приобрел замок Монтрезор в Турени, в долине Луары, который нуждался в капитальном ремонте. В течение десяти лет восстановлением замка занимал Домарадзкий, преданный Браницкому офицер Войска Польского. Граф Браницкий занимался экономикой и финансовыми операциями, в частности, способствовал строительству железной дороги из Киева в Одессу. Он был одним из основателей, вместе с Людвиком Воловским существующего сегодня французского кредитного банка Crédit Foncier в группе Caisse d’Epargne. Несмотря на все усилия царского правительства по экстрадиции из Франции, Браницкий получил французское гражданство в 1854 году. Свои владения в окрестностях замка Монтрезор он превратил в образцово организованные и управляемые фермы. Тщательно отремонтировал свой замок с интерьеров в стиле Второй империи. Одновременно много сделал для города Монтрезор, где отстроил церковь, построил больницы, отдельные школы для девочек и мальчиков, новое кладбище. В 1860 году жители Монтрезора избрали его на пост мэра города. Эту должность он занимал в течение десяти лет.

## Деятельность в эмиграции

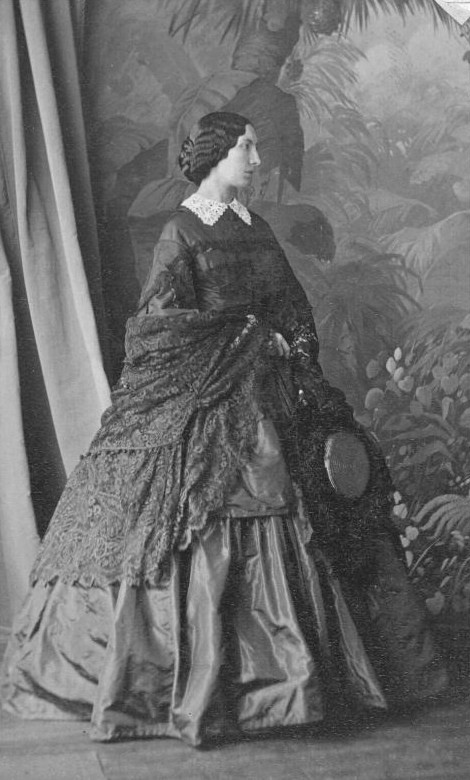
Графиня Пелагея Браницкая

Граф Браницкий участвовал в жизни Великой Эмиграции. Ещё будучи в Риме, во время Весны Народов в 1848 году, он финансировал Польский Легион. Поддерживал художников и писателей, в том числе Норвида. Поддерживал творчество и публицистическую деятельность Адама Мицкевича. В 1849 году основал и финансировал выпуск издаваемого под редакцией Мицкевича журнал «Трибуна Народов». Из-за контактов с французскими социалистами граф Ксаверий Браницкий подвергся репрессиям со стороны царского правительства. Он был лишен дворянства и воинских чинов, его имущество (в том числе дворец Браницких в Любомле на Волыни) было конфисковано. Личным указом императора Николая I Павловича Браницкий был приговорен к заочной ссылке в Сибирь, а в конце концов, лишён гражданских прав на территории Российской империи. Учитывая также патриотические отношения младших братьев Ксаверия, Александра и Константина, вся семья Браницких попала в царскую опалу.
Граф Браницкий поддерживал любые патриотические действия, как на территории Польши, так и среди эмиграции. Не жалел средств на поддержку Польской народной школы в Париже и Лондонского литературного общества друзей Польши, и а школу в самом городке Монтрезор. Вместе с братьями Александром и Константином выдели значительные средства в качестве кредита французскому правительству в 1862 и 1871 годах. Во время подготовки к Январскому восстанию 1863 года граф Браницкий сотрудничал с Центральным национальным комитетом польских повстанцев. Работал в комитетах, занимающихся сбором средств для создания и организации повстанческих отрядов, поддерживал деятельность тайных общественных объединений патриотической направленности, а также финансировал действия повстанцев. В своем замке в Монтрезоре он собрал впечатляющие коллекции живописи и скульптуры, а также манускрипты и памятные вещи, связанные как с его семьей, так и с историей Польши. Способствовал также экономическому развитию Франции, в частности, бывшей провинции Турени, где он поселился. В 1862 году Ксаверий Браницкий был награждён орденом Почетного легиона.

## Личная жизнь
Граф Ксаверий Браницкий, будучи ещё неженатым, имел несколько внебрачных детей, среди которых он признал своим законным сыном Августина (род. 1854), от связи с Сидонией Ривитской.
19 марта 1873 года в Париже граф Браницкий женился на графине Пелагее Константиновне Замойской (1830—1894), вдове Александра Рембиелинского (1820—1872) и матери двух сыновей: Станислава (1855—1908) и Константина (1857—1933). Второй брак был бездетным. 
В ноябре 1879 года во время своей экспедиции в Египет граф Ксаверий Браницкий скончался в Асьюте. Его останки были перевезены во Францию в 1880 году, где они были захоронены на кладбище в городе Монтрезор. Ему наследовал его младший брат, Константин Браницкий.

## Публицистика
- L’impôt sur le capital, libérateur de la contribution de guerre — Moyens pratiques de l’appliquer, E. Dentu, Paris, 1871.
- Libération de la France par un impôt sur le capital, E. Dentu, Paris, 1871.
- La politique du устарела et la politique de l’Avenir, esquisse d’une constitution, E. Dentu, Paris 1876.
- Les nationalités рабы E. Dentu, Paris, 1879.